# Akademia Dyplomatyczna w Wiedniu

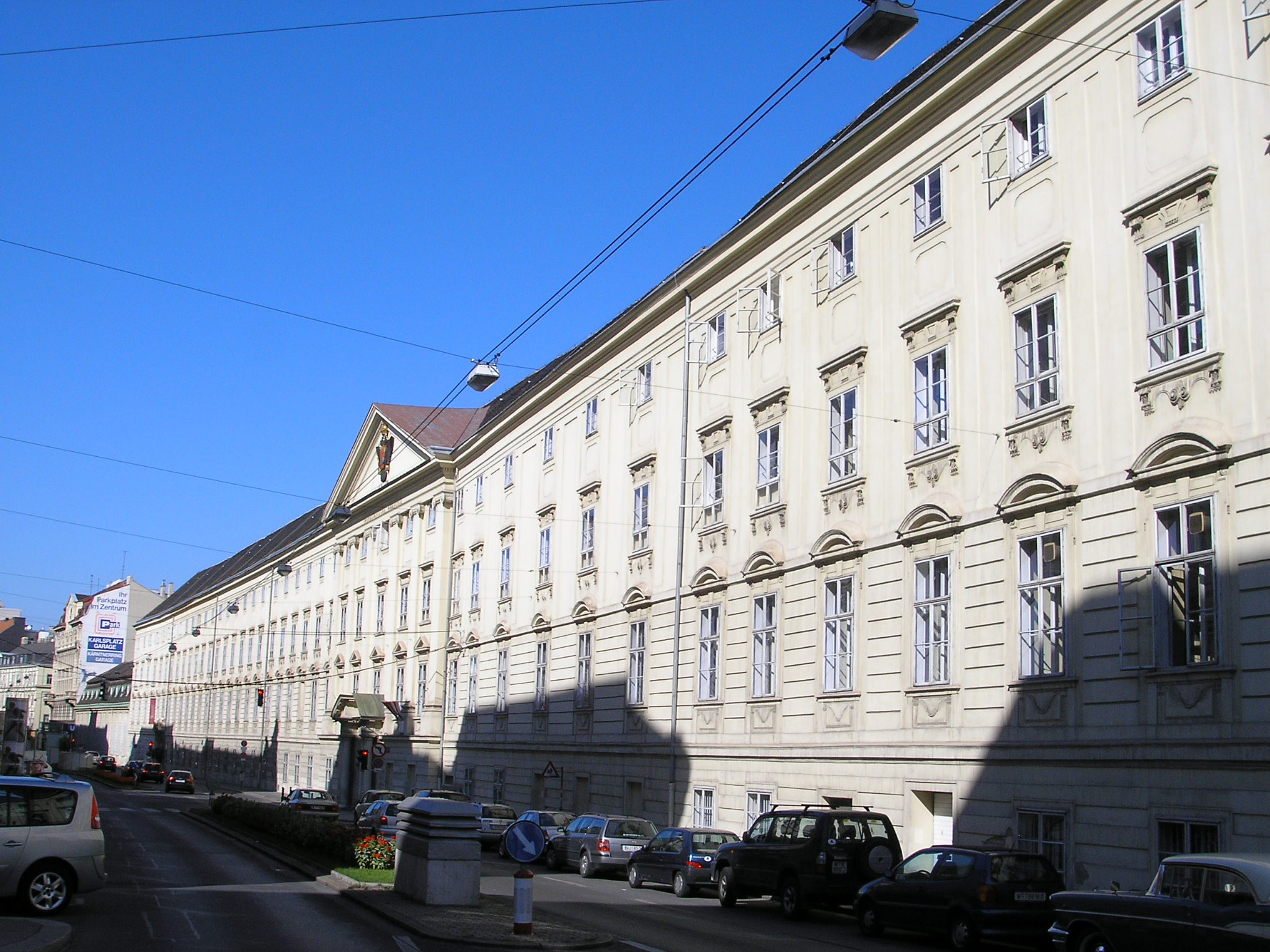
Akademia Dyplomatyczna mieści się w dawnej „Nowej Favoricie”, zwanej Zamkiem Cesarzowej Marii Teresy przy Favoritenstraße, zwanej potocznie Theresianum

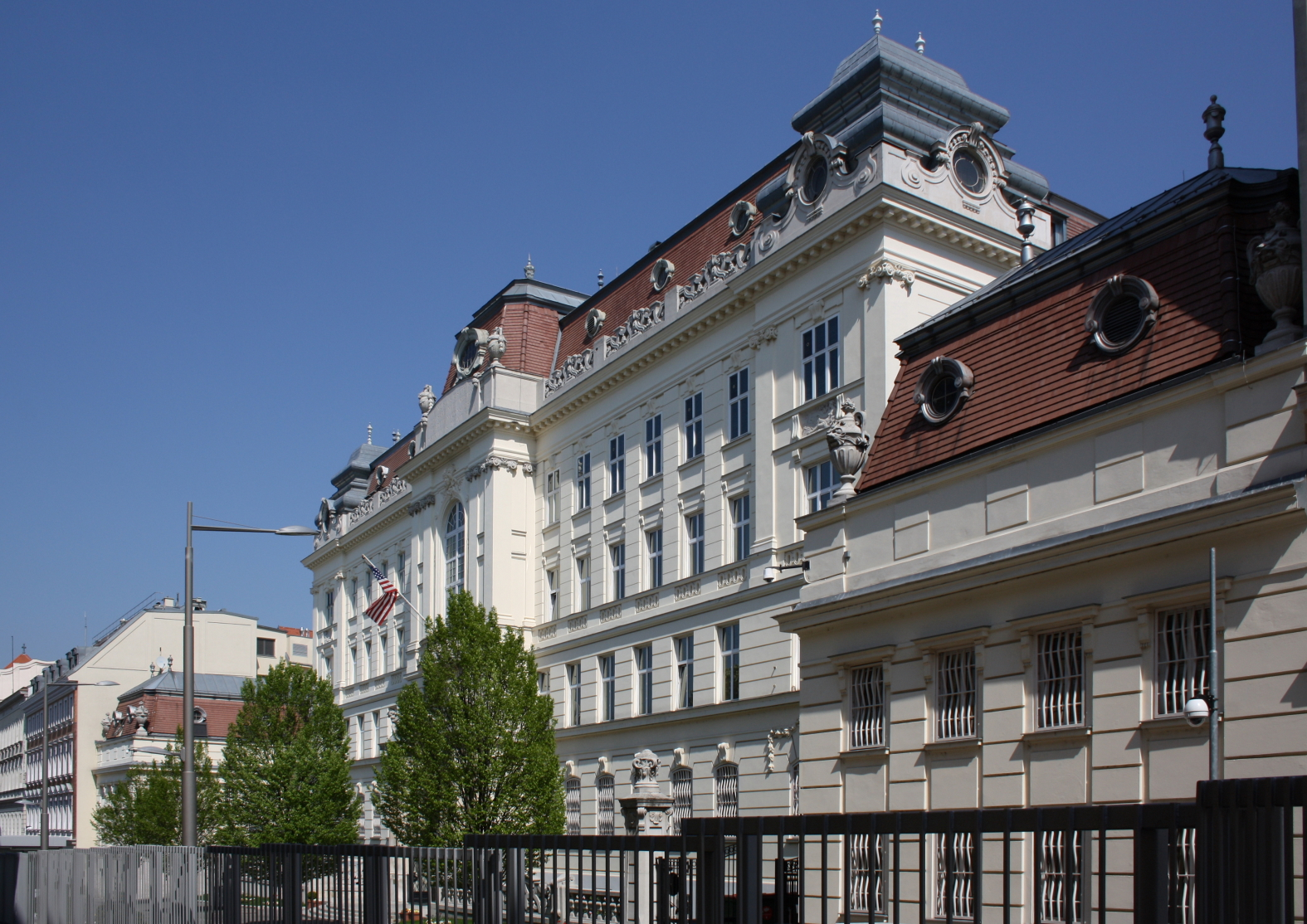
Budynek b. Akademii Konsularnej przy Boltzmanngasse 16, ofiarowany przez cesarza Franciszka Józefa I, a obecnie siedziba Ambasady USA

Akademia Dyplomatyczna w Wiedniu (niem. Diplomatische Akademie Wien) – podyplomowa szkoła zawodowa z ukierunkowanym szkoleniem w dziedzinie spraw międzynarodowych, nauk politycznych, prawa, języków, historii i ekonomii. Jest również znana jako Wiedeńska Szkoła Studiów Międzynarodowych (Vienna School of International Studies) lub Szkoła Wyższych Studiów Międzynarodowych w Wiedniu (École des Hautes Études Internationales de Vienne). 

## Historia
Akademia została pierwotnie powołana przez cesarzową Marię Teresę w 1754 jako Akademia Języków Wschodnich (K.k. Akademie für Orientalische Sprachen), określana też Akademią Wschodnią (k.k. Orientalische Akademie), w celu szkolenia młodych dyplomatów do reprezentowania imperium Habsburgów za granicą. Szkoła była wielokrotnie przemianowywana i reorganizowana, m.in. w 1898 na Akademię Konsularną (Konsularakademie), jej działalność utrzymywano do 1941, we współczesnej formie akademii dyplomatycznej została przywrócona przez ówczesnego ministra spraw zagranicznych Brunona Kreiskiego w 1964, zaś w 1996 uzyskała niezależny status instytucji publicznej. Jest najstarszą szkołą tego rodzaju, która prowadzi studia w zakresie spraw zagranicznych.

## Siedziba
- 1754–1770 – Sala Filozoficzna na Starym Uniwersytecie, Postgasse 9 (Philosophische Stube der Alten Universität)
- 1770–1775 – Szkoła/Dom studencki Św. Barbary, Postgasse 8 (Konvikt zu St. Barbara)
- 1775–1785 – Dom Profesorski Jezuitów/Nowicjatu od Św. Anny, Annagasse 3-3A/Johannesgasse 4-4A (Professhaus der Jesuiten von St. Anna)
- 1785–1883 – Dwór Jakuba, Jakobergasse/Riemergasse 4 (Jakoberhof)
- 1883–1904 – Theresianum, Favoritenstrasse 15 (Gartentrakt des Theresianums)
- 1904–1945 – Boltzmanngasse 16[1][2][3]
- od 1964 – Theresianum, Favoritenstrasse 15a (Konsulartrakt des Theresianums)